# 갑천
갑천(甲川)은 금강의 제1지류이며, 대둔산에서 발원하여 대전을 향하여 북쪽으로 흘러 금강에 유입되는 국가하천이다.

## 개요
갑천은 충청남도 논산시에서 검천천과 어곡천을 합치며 서구 용촌동에서 두계천과 합류하면서 국가하천으로 바뀐다. 이어 금곡천과 매로천이 합류하고 이어 대전광역시 서구 월평동에서 진잠천과 합류하고 이어 유성천과 합류한다. 대덕대교 앞에서 탄동천과 합류하고, 유성구 도룡동에서 유등천과 합류한다. 이어 법동천 및 관평천과 합류한 뒤, 대전광역시 대덕구 문평동에서 금강과 합류한다.

### 지류
국가하천 등급의 지류로는 대전천과 유등천이 있고 나머지 지류들은(검천천, 어곡천, 두계천, 매로천, 진잠천, 유성천, 탄동천, 법동천, 관평천) 모두 지방하천이다.

## 주변

### 원정동 부근
갑천이 흐르는 원정동은 영화 클래식에서 다리위에서 반딧불이를 잡는 장면이 촬영된 곳이다.

### 월평공원

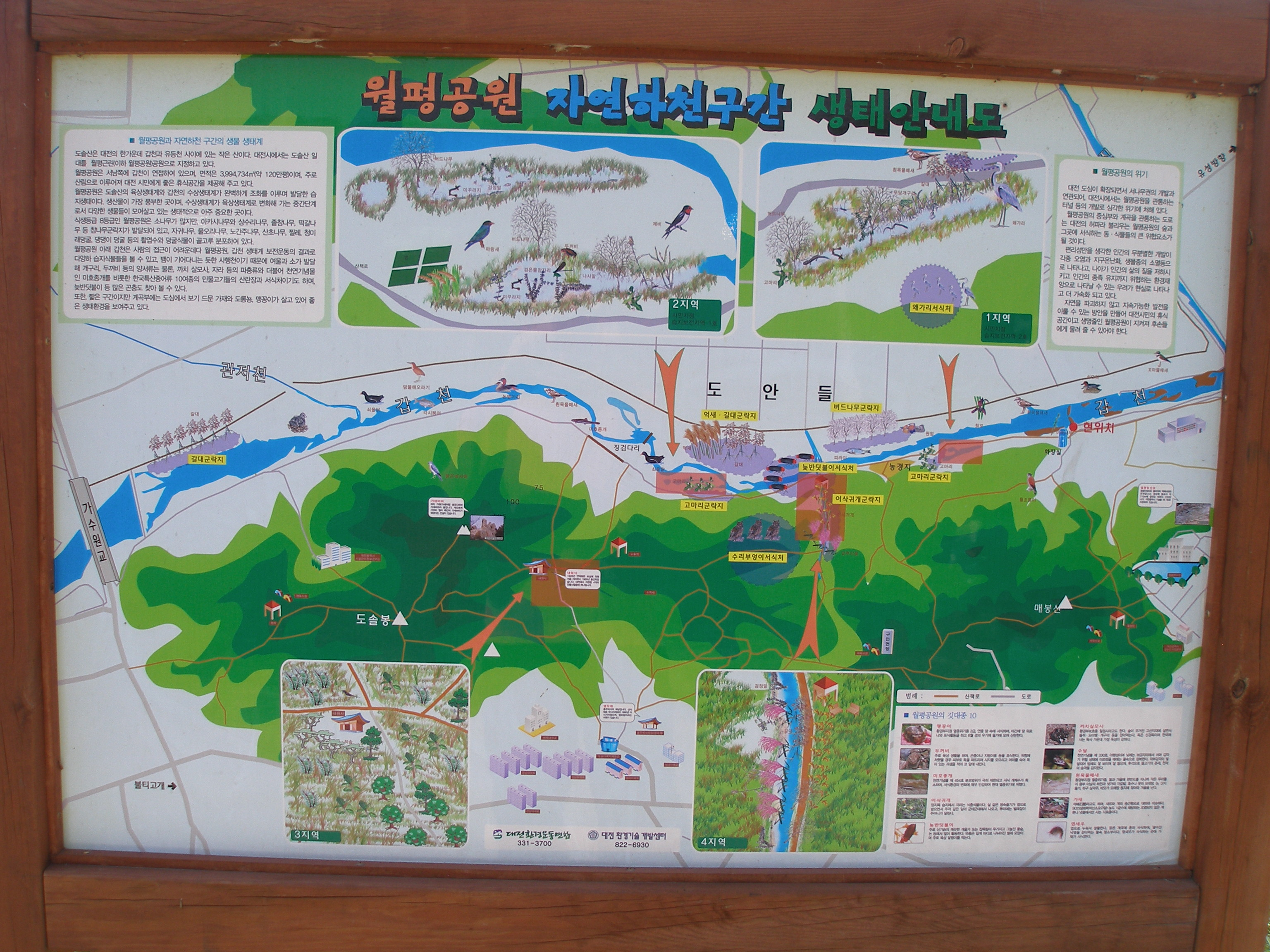
월평공원 생태안내도

월평공원은 대전에 있는 갑천과 유등천 사이의 산 도솔산과 그 인근으로 지정되었다.  면적은 399만 4734m2( 120여만평)에 이른다. 갑천의 대전시 구간 중 가수원동과 월평동은 잘 보존된 생태계를 가지고 있는데, 멸종위기 어류인 미호종개와 땅귀개 등 34종의 어류와 천연기념물인 황조롱이, 원앙 등 59종의 조류가 발견되었다. 이 월평공원 구간은 국토해양부가 주최한 '한국의 아름다운 하천 100선'에 선정되었다.
도솔산에는 육상생태계가 갑천에는 수상생태계가 잘 보존이 되어 습지 생태계가 이루어져있다. 월평공원에는 소나무가 가장 많고, 아카시나무, 상수리나무, 졸참나무, 떡갈나무 등 참나무 군락지가 있고, 자귀나무, 물오리나무, 노간주나무, 산초나무같은 활엽수와 찔레, 청미래덩굴, 댕댕이 덩굴 같은 덩굴식물이 자라고 있다.
습지에는 뱀모양의 모양으로 흐르는 갑천이 여울과 소를 만들어내어 개구리, 두꺼비, 까치 살모사, 자라 등이 서식하고 있다. 또한 천연기념물인 미호종개와 한국특산인 10여 종의 민물고기들의 산란장과 서식처이다. 환경부에서는 늦반딧불이 서식처를 지정하여 보호하고 있다. 또한 도솔산의 계곡에는 도룡뇽, 맹꽁이가 살고 있다.

### 도룡동 권역

갑천 호수공원

갑천은 도룡동의 남쪽을 흐르는데, 갑천 위로 대전의 랜드마크 중의 하나인 엑스포 다리가 놓였다. 엑스포 다리는 도룡동과 한밭수목원을 잇는다.

## 활용
대전광역시 서구청은 둔산동에서 기성동에 이르는 ‘갑천 생태문화탐방 녹색길’ 사업을 추진하여 하천변길을 따라 걷기 운동, 자전거타기, 생태탐방이 가능하다.

## 교통
대전광역시내에서는 대전 1호선 갑천역을 통해 접근할 수 있다.